# Bernhausen (Filderstadt)
Bernhausen (schwäbisch Bernhausa ['bɛrnhousɐ̃]) ist der einwohnermäßig größte der fünf Stadtteile von Filderstadt im Zentrum des Landes Baden-Württemberg, gut acht Kilometer südlich der Landeshauptstadt Stuttgart. Der Stadtteil nimmt den nördlichen Teil der Großen Kreisstadt Filderstadt ein, und beherbergt den Sitz der Stadtverwaltung.

## Gliederung

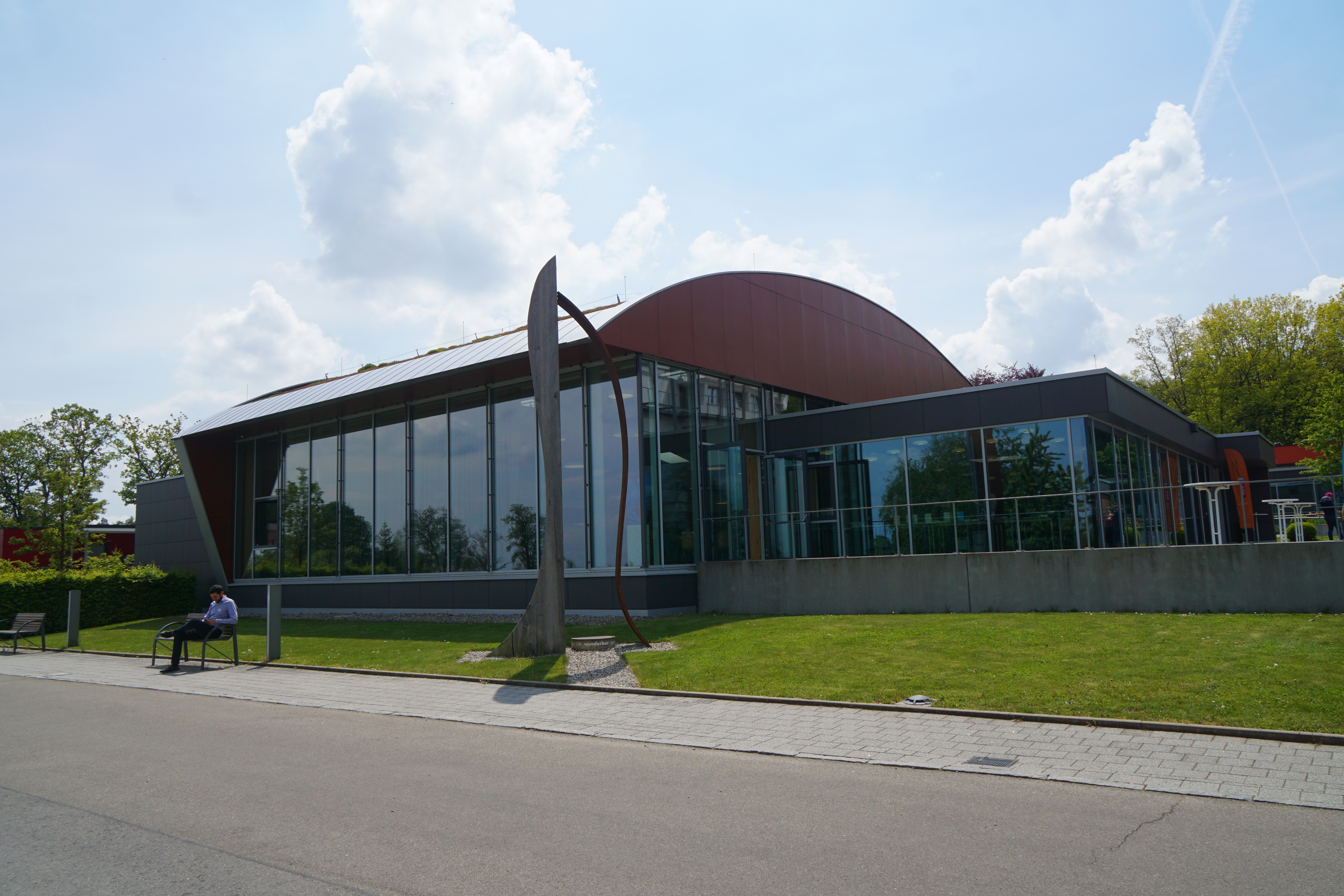
Bernhäuser Forst

Zum heutigen Stadtteil Bernhausen gehören das Dorf Bernhausen, das Haus Klinkermühle, der Bernhäuser Forst, der nur von Leinfelden-Echterdingen-Stetten aus angefahren werden kann,  sowie die abgegangenen Ortschaften Dachtgraben, Horwe, Sigelinshuos und evtl. Wolfschlugen.

## Verkehr

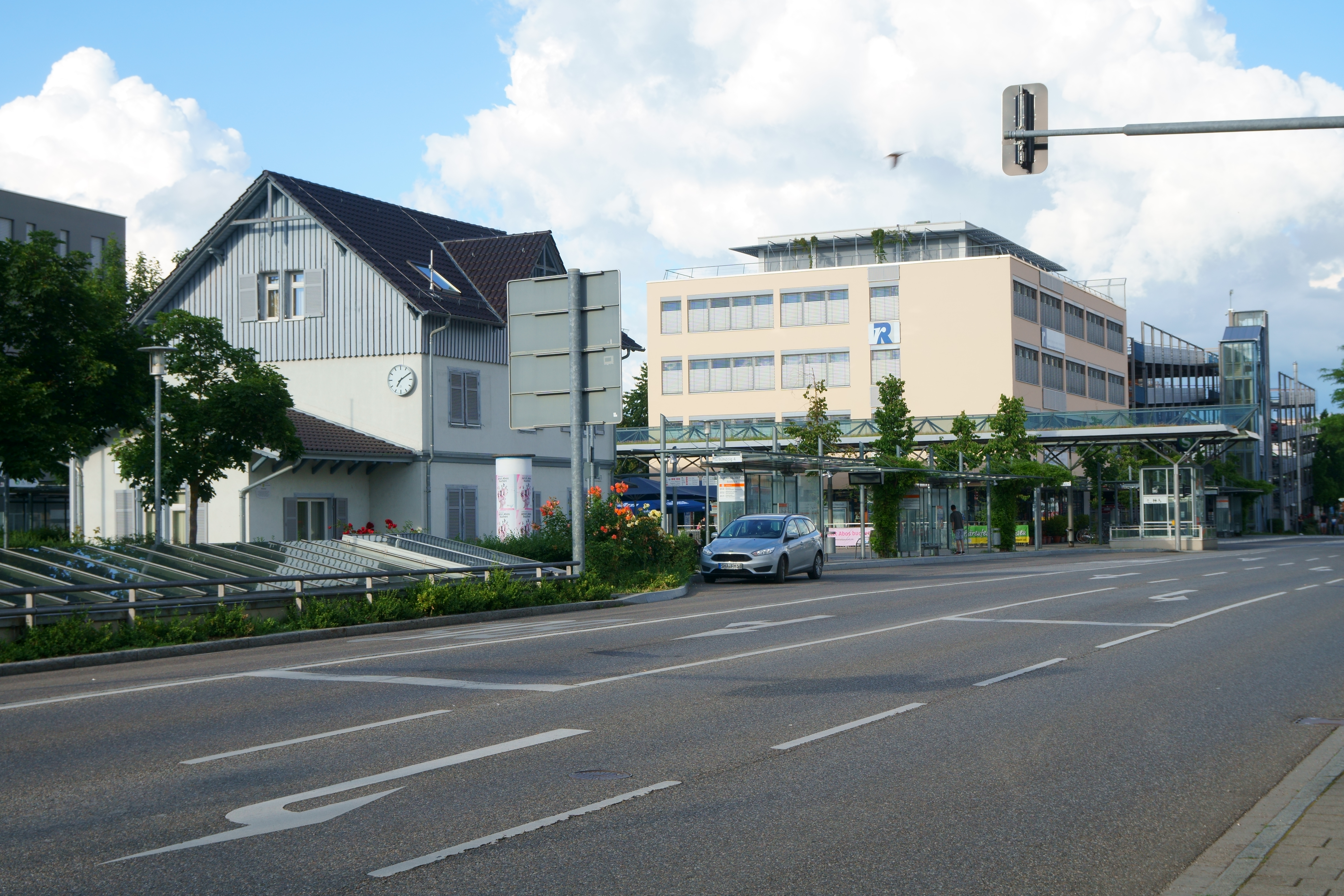
S-Bahn Station Filderstadt in Bernhausen

Im Ort Bernhausen befindet sich das Kongresszentrum FILharmonie, auf der Gemarkung liegen das Luftfrachtzentrum des Stuttgarter Flughafens und ein Großteil seines Rollfeldes. In Bernhausen liegt der Bahnhof Filderstadt an der Bahnstrecke Stuttgart-Rohr–Filderstadt, der von der S-Bahn Stuttgart bedient wird. Eine Verlängerung der Strecke nach Neuhausen auf den Fildern ist in Bau. An der S-Bahn-Station befindet sich auch ein Omnibusbahnhof. In drei Kilometern Entfernung liegt die Anschlussstelle Stuttgart-Plieningen der Bundesautobahn 8, die durch einen Tunnel unter der Landebahn des Flughafens erreichbar ist. Weiterhin hat Bernhausen drei Anschlüsse an die autobahnähnlich ausgebaute B 27.
Der Ortsneckname ist Krauthengst.

## Geschichte

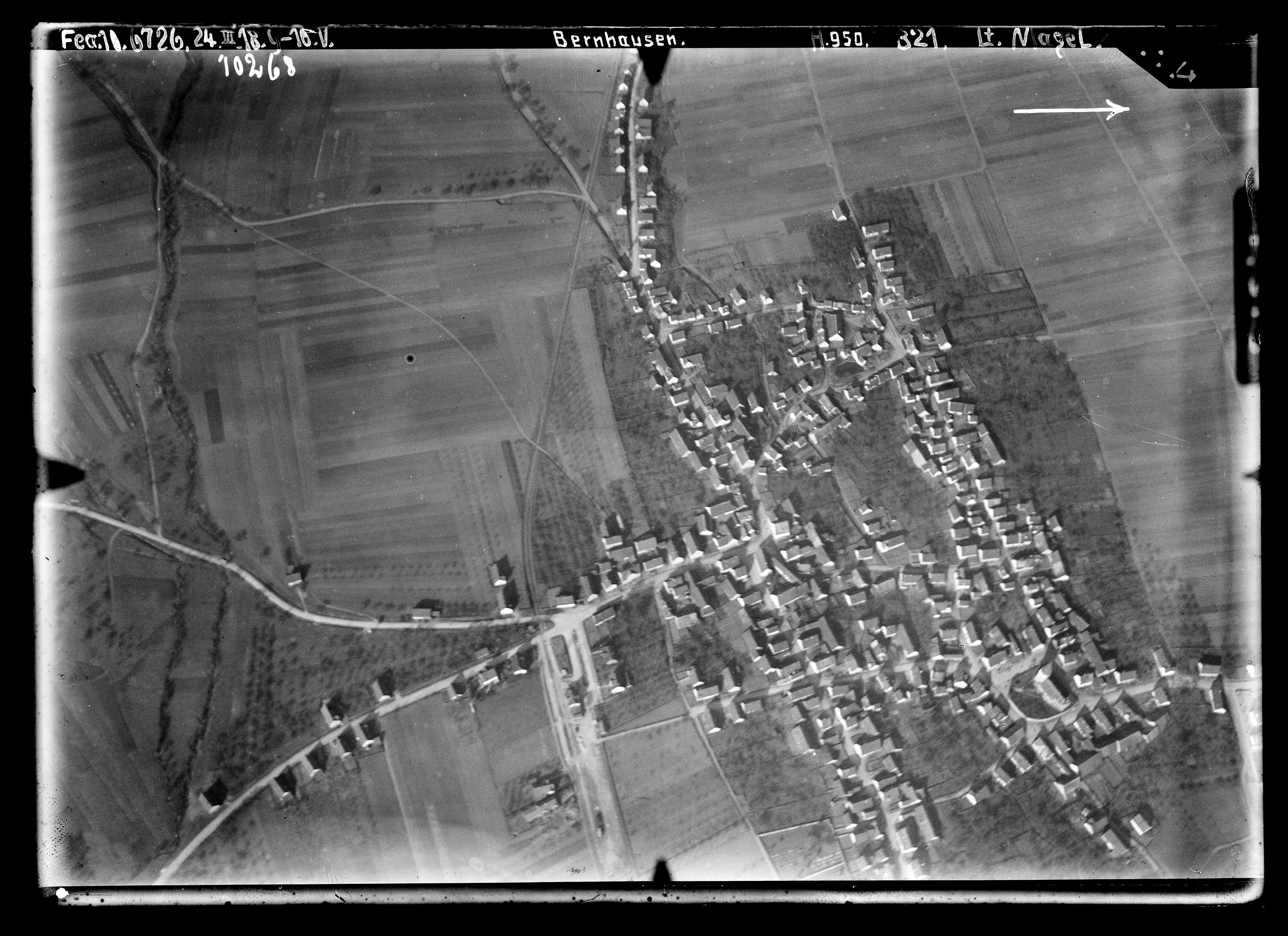
Luftbild von Bernhausen, März 1918

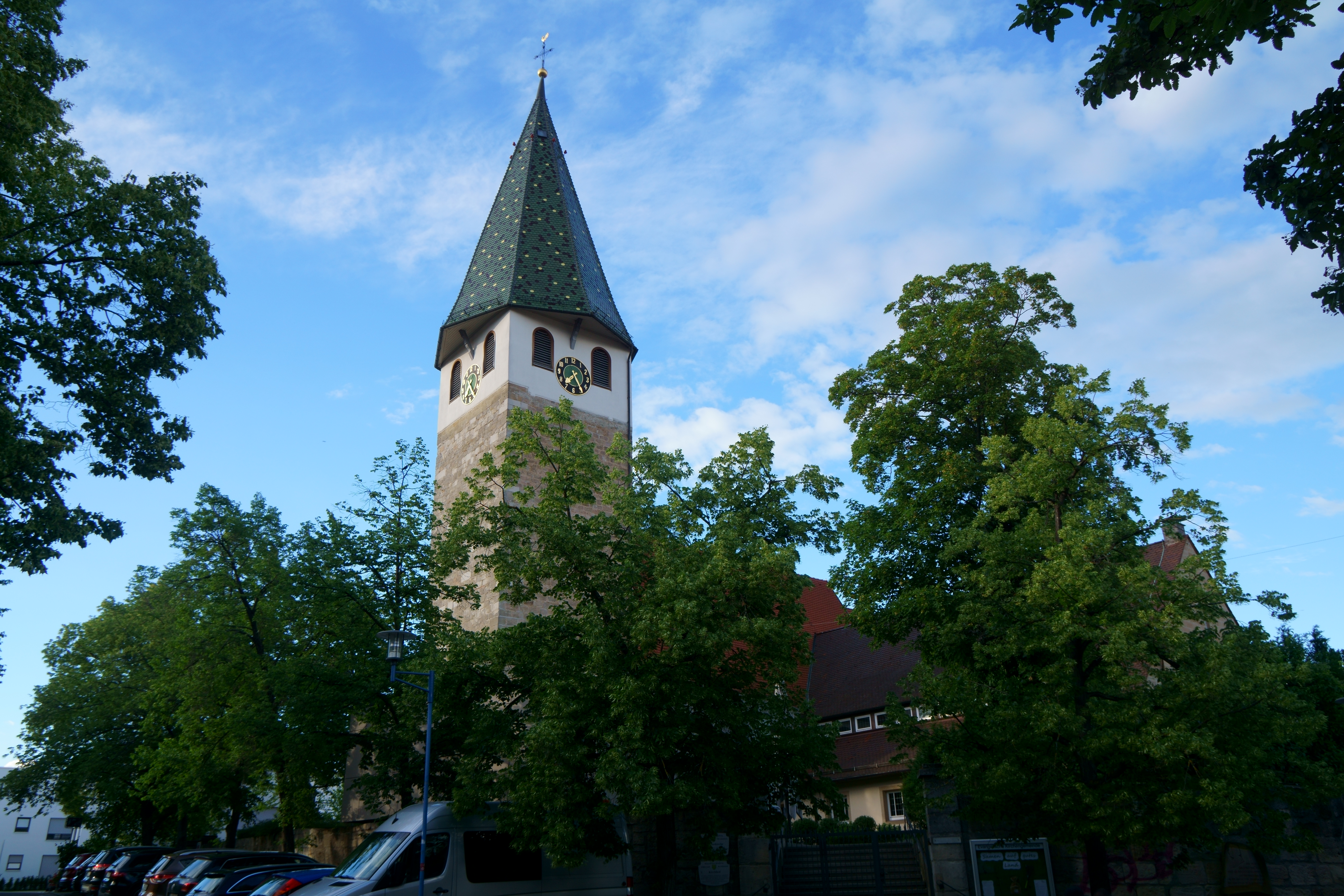
Jakobuskirche

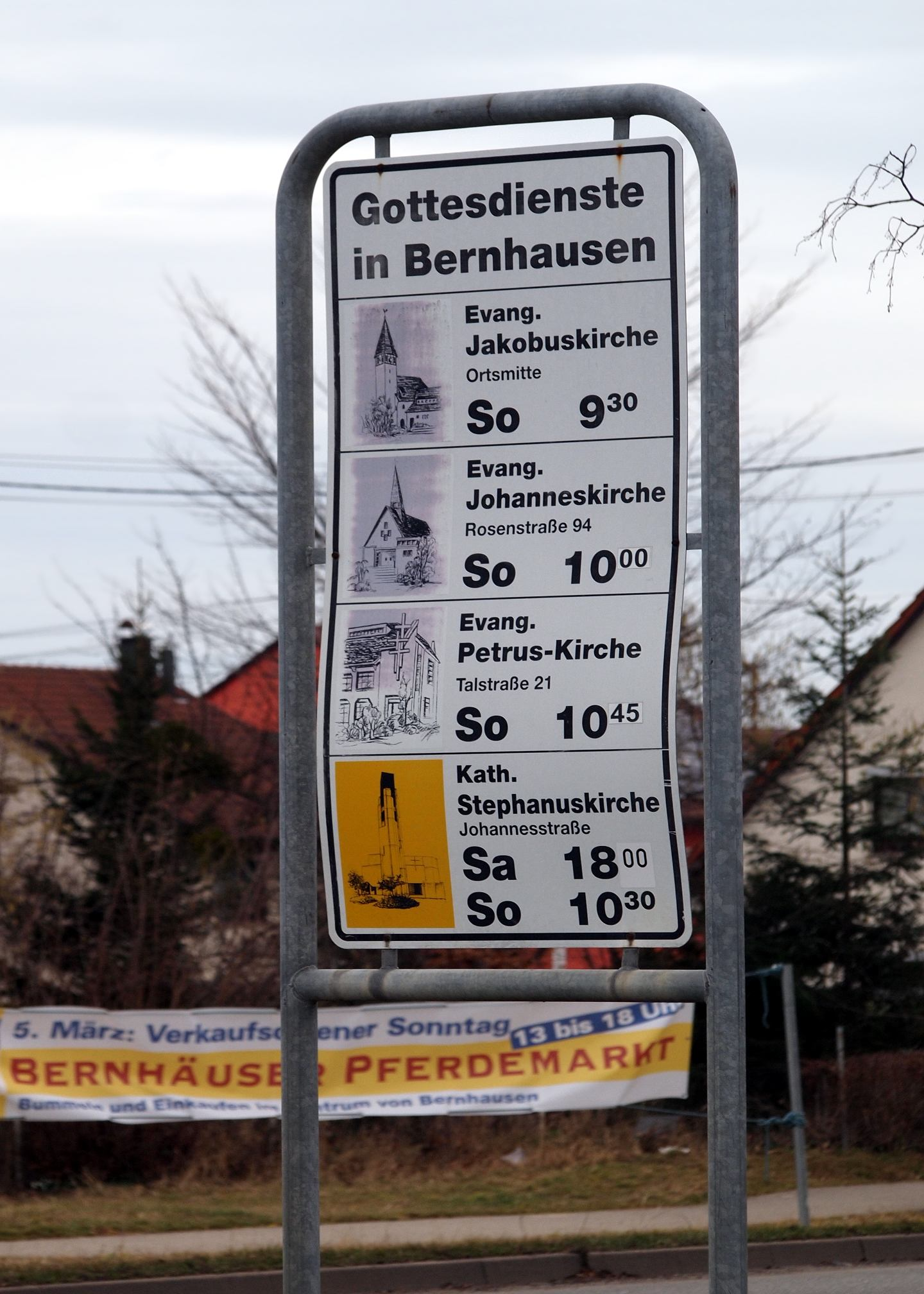
Gottesdiensttafel mit Skizzen der vier Kirchen

Ausgrabungen aus dem Jahr 1990 deuten auf ein jungsteinzeitliches Dorf um 5000 v. Chr. hin. Im 7. Jahrhundert wurde die Galluskirche (heute Jakobuskirche) gegründet und Bernhausen christianisiert. Die erste urkundliche Erwähnung erfolgte im Jahr 1089 als „Berinhusen“ (als frühschwäbische Bezeichnung für „Wohnstätten des Bero“), als Volmar und Rudolf von Bernhausen als Zeugen des Bempflinger Vertrags genannt werden.
1287 wurde Bernhausen im Krieg zwischen König Rudolf von Habsburg und den Grafen von Württemberg zerstört. Das niederadlige Geschlecht der Herren von Bernhausen verkaufte sein Herrschaftsrecht im 14. Jahrhundert an die Grafen von Württemberg und trat in deren Dienst als Ministeriale. Im Ersten Markgrafenkrieg brannte die Burg 1449 nieder und die Herren von Bernhausen zogen auf Schloss Herrlingen und Schloss Klingenstein.
1422 wurde der Turm der Galluskirche erbaut, womit dieser heute das älteste Gebäude Filderstadts ist. 1475 wurde der Bau der Galluskirche beendet. Zum Ende des Dreißigjährigen Krieges war die Bevölkerung von ca. 600 auf 350 zurückgegangen und 90 der 219 Gebäude waren zerstört oder beschädigt.
Mit Franz Maria von Bernhausen starb 1839 das letzte Mitglied der Adelsfamilie der Freiherren von Bernhausen.
Bernhausen gehörte zur Zeit des Herzogtums Württemberg, des Königreichs und des Volksstaates Württemberg zum Amt bzw. Amtsoberamt Stuttgart. Bei der Kreisreform während der NS-Zeit in Württemberg gelangte die Gemeinde 1938 zum Landkreis Esslingen. 1945 geriet sie in die Amerikanische Besatzungszone und gehörte somit zum neu gegründeten Land Württemberg-Baden, das 1952 im jetzigen Bundesland Baden-Württemberg aufging.
Am 1. Januar 1975 wurde die Gemeinde Bernhausen auf den Fildern zusammen mit den Gemeinden Bonlanden auf den Fildern, Harthausen, Plattenhardt und Sielmingen zur Gemeinde Filderlinden zusammengeschlossen, deren Name am 25. Juli desselben Jahres in „Filderstadt“ geändert wurde.

## Pferdemarkt Bernhausen
Seit 1922 gibt es jährlich den Bernhäuser Pferdemarkt. Es findet ein Festumzug mit Pferden durch Bernhausen statt. Es werden in mehreren Ringen Pferdeschauen durchgeführt. Prämiert werden Warmblut-,  Kaltblut-, Alt-Württemberger- und Schwarzwälder-Kaltblut-Zuchtstuten. Es finden auch Gespannprüfungen statt.

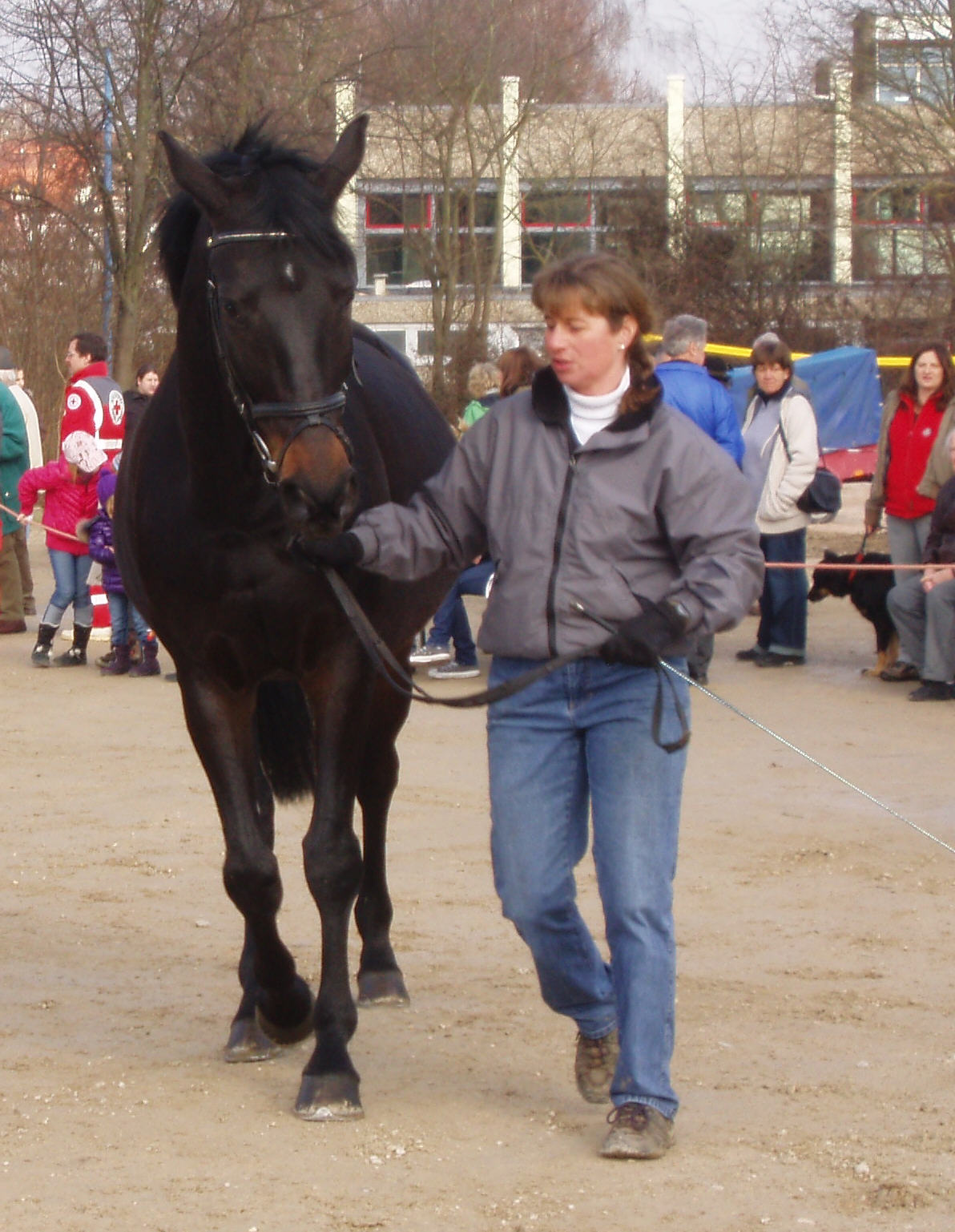
Eine Stute wird auf dem Pferdemarkt in Bernhausen präsentiert
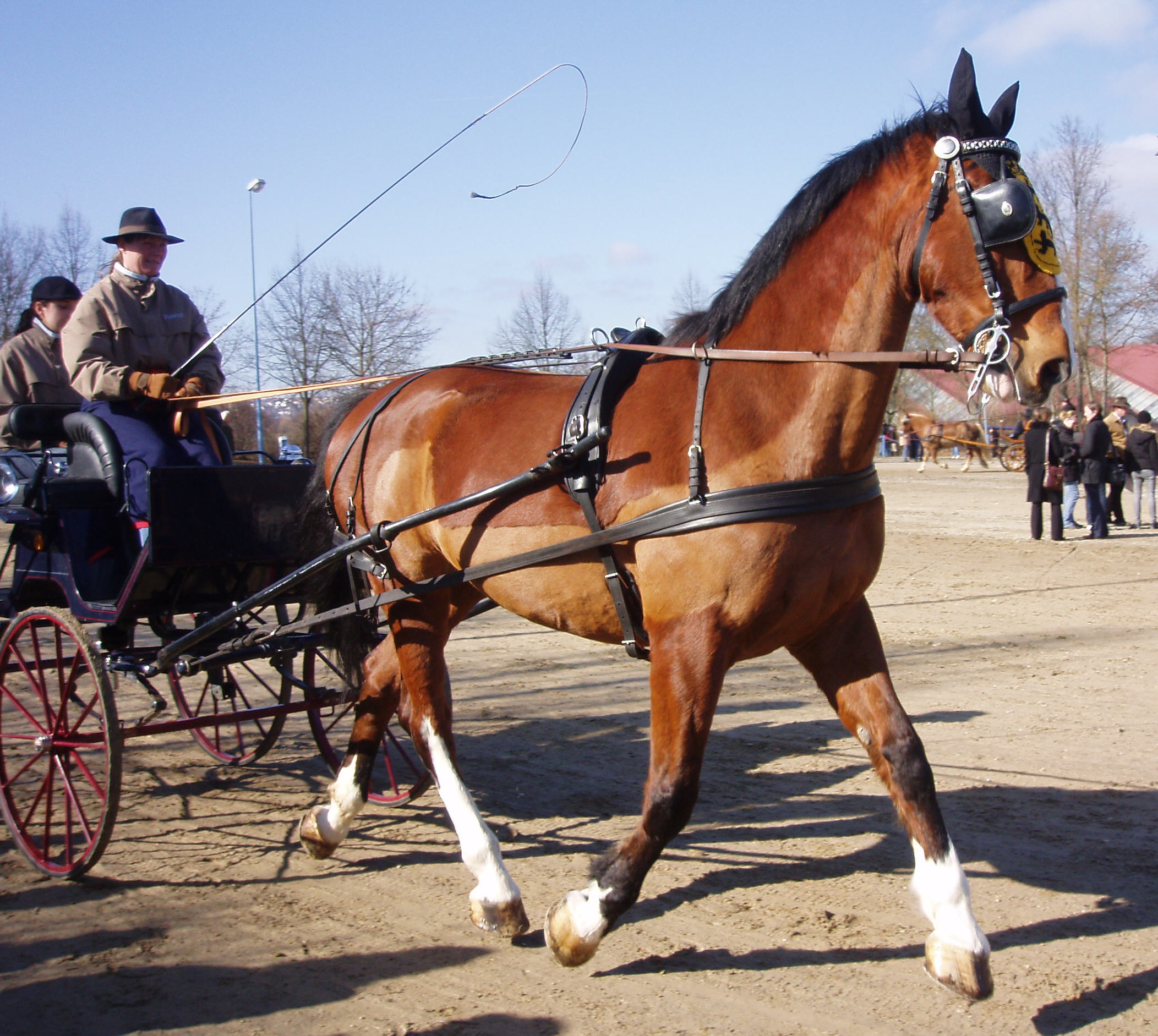
Ein Gelderländer wird auf dem Pferdemarkt vorgeführt
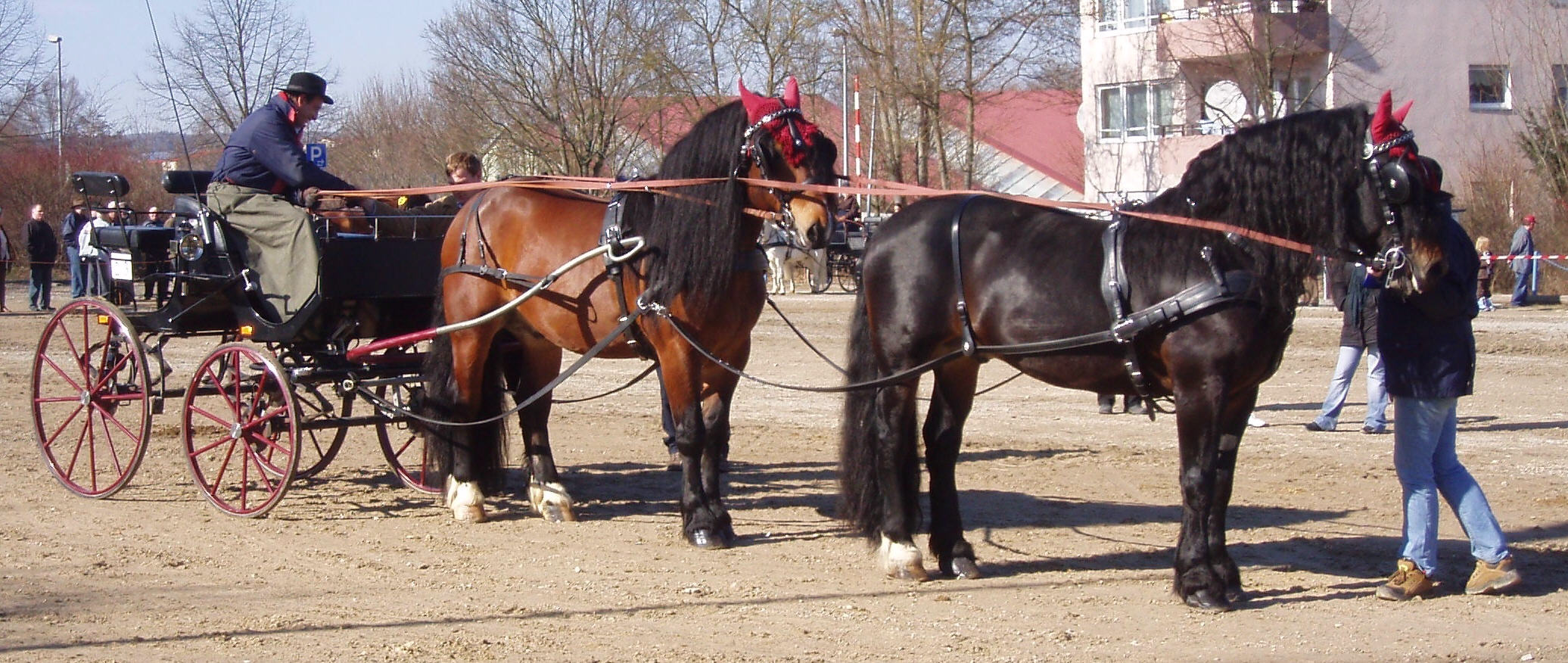
Ein Norikertandem wird auf dem Pferdemarkt begutachtet
- Festumzug durch den Ortskern mit Kapelle und Pferdefuhrwerken